# كأس ولي العهد 2006–07
أقيمت بطولة كأس ولي العهد الرابعة عشر في موسم 2006/2007، وقد فاز بلقب البطولة نادي العربي الكويتي فاز بالبطولة على نادي كاظمة 1-0 وسجل الهدف خالد خلف. للمرة الخامسة في تاريخه والأولى منذ سبعة مواسم.
و قد وزعت الفرق إلى مجموعتين، وضمت المجموعة الأولى نادي العربي الكويتي ونادي كاظمة ونادي السالمية ونادي الكويت ونادي اليرموك ونادي خيطان ونادي الساحل الكويتي، وفيما ضمت المجموعة الثانية نادي القادسية الكويتي ونادي التضامن الكويتي ونادي الجهراء ونادي الفحيحيل ونادي النصر الكويتي ونادي الشباب الكويتي ونادي الصليبيخات.

## الدور التمهيدي

### المجموعة الأولى
| الفريق              | لعب | فاز | تعادل | خسر | له | عليه | النقاط |
| ------------------- | --- | --- | ----- | --- | -- | ---- | ------ |
| نادي العربي الكويتي | 6   | 4   | 2     | 0   | 12 | 4    | 14     |
| نادي كاظمة          | 6   | 4   | 2     | 0   | 10 | 2    | 14     |
| نادي السالمية       | 6   | 4   | 0     | 2   | 15 | 6    | 12     |
| نادي الكويت         | 6   | 3   | 1     | 2   | 12 | 5    | 10     |
| نادي اليرموك        | 6   | 2   | 0     | 4   | 4  | 16   | 6      |
| نادي خيطان          | 6   | 1   | 0     | 5   | 7  | 16   | 3      |
| نادي الساحل الكويتي | 6   | 0   | 1     | 5   | 3  | 14   | 1      |

### المجموعة الثانية
| الفريق                | لعب | فاز | تعادل | خسر | له | عليه | النقاط |
| --------------------- | --- | --- | ----- | --- | -- | ---- | ------ |
| نادي القادسية الكويتي | 6   | 4   | 1     | 1   | 15 | 5    | 13     |
| نادي التضامن الكويتي  | 6   | 4   | 1     | 1   | 11 | 9    | 13     |
| نادي الفحيحيل         | 6   | 4   | 0     | 2   | 10 | 4    | 12     |
| نادي الجهراء          | 6   | 3   | 0     | 3   | 11 | 7    | 9      |
| نادي الشباب الكويتي   | 6   | 3   | 0     | 3   | 9  | 10   | 9      |
| نادي الصليبيخات       | 6   | 1   | 1     | 4   | 6  | 20   | 4      |
| نادي النصر الكويتي    | 6   | 0   | 1     | 5   | 5  | 12   | 1      |

## الدور النصف نهائي
- نادي كاظمة × نادي القادسية الكويتي (0:2)
- نادي العربي الكويتي × نادي التضامن الكويتي (1:3)

## مباراة تحديد المركزين الثالث والرابع
- نادي القادسية الكويتي × نادي التضامن الكويتي (1:5)

## النهائي
- نادي العربي الكويتي × نادي كاظمة (0:1)

سجل هدف العربي : خالد خلف.